# Calyptranthes arenicola
Calyptranthes arenicola es una especie de planta fanerógama perteneciente a la familia Myrtaceae. Es originaria de Cuba.

## Distribución
Se encuentra en el litoral arenoso de la Provincia de Pinar del Río en Cuba.

## Taxonomía
Calyptranthes arenicola fue descrita por Ignatz Urban y publicado en Symbolae Antillanae seu Fundamenta Florae Indiae Occidentalis 9: 478. 1928.
Etimología
Calyptranthes: nombre genérico
arenicola: epíteto latíno que significa "que se encuentra en las arenas".